# Холера (пирог)
«Холера» (нем. Cholera) — разновидность несладкого пирога из швейцарского кантона Вале, муниципалитет Гомс. Состоит из песочного или слоёного теста и начинки: картофель, овощи и фрукты, запечённые с сыром.

## История
Необычное название, вероятно, связано с историей блюда и народной этимологией. Во время эпидемии холеры в 1836 году жители Вале не выходили из дома из-за риска заражения, и готовили еду, ингредиенты для которой находили в кладовой и в саду. После того, как эпидемия утихла, повара вернулись к концепции добавления региональных ингредиентов в пикантный пирог, и пирог «холера» сохранился с тех пор.
По другой версии, название связано с углём, на диалекте Вале Chola или Cholu, который использовался для выпечки блюда.
Первоначально местными ингредиентами для такого блюда были яблоки, груши, картофель, лук, лук-порей, раклет и бекон.

## Приготовление
Тесто раскатывается толщиной около 2 мм и помещается в форму для запекания. Край теста, который выступает над формой для выпечки, кладется поверх начинки после заполнения формы. Другие рецепты содержат отдельный кусок раскатанного теста, который используется как крышка, чтобы закрыть верх будущего пирога.